# Paul Martin (atleta)
Paul Martin   (Ginebra, 11 d'agost de 1901 - Lausana, 28 d'abril de 1987) va ser un atleta suís que va competir durant les dècades de 1920 i 1930 i que va disputar cinc edicions dels Jocs Olímpics: 1920, 1924, 1928, 1932 i 1936.
En totes les edicions va córrer la prova dels 800 metres. El 1924, als Jocs de París, guanyà la medalla de plata, rere Douglas Lowe. En les edicions de 1928, 1932 i 1936 també disputà la cursa dels 1.500 metres, destacant la sisena posició aconseguida el 1928.

## Millors marques
- 400 metres. 47.8" (1928)
- 800 metres. 1' 51.8" (1928)
- 1.500 metres. 3' 58.1" (1934)[1][2]